# Oleksandr Syrs'kyj
Oleksandr Stanislavovyč Syrs'kyj, nato Aleksandr Stanislavovič Syrskij (in ucraino Олександр Станіславович Сирський?; in russo Александр Станиславович Сырский?; Novinki, 26 luglio 1965), è un generale ucraino, dall'8 febbraio 2024 comandante in capo delle Forze armate ucraine.

## Biografia
È nato il 26 luglio 1965 nel villaggio di Novinki nell'oblast di Vladimir, in Russia. Nel 1986 si è diplomato alla Scuola superiore di comando militare di Mosca.
Figura di spicco tra i comandanti ucraini, ha contrastato l'invasione russa dell'Ucraina del 2022 sin dal suo primo giorno, occupando la carica di comandante delle Forze terrestri ucraine. È considerato uno degli uomini più fedeli del presidente Volodymyr Zelens'kyj e quindi parte della sua cerchia più ristretta, assieme a personaggi come Kyrylo Budanov.
Al comando del Gruppo operativo-strategico "Chortycja", nel settembre 2022 ha guidato l’esercito ucraino al successo dell’offensiva di fine estate che ha portato alla riconquista del territorio dell'oblast' di Charkiv, nell’Ucraina orientale. Molto criticato, invece, il suo comando durante la battaglia di Bachmut, dove le unità ucraine hanno combattuto finché i russi non hanno conquistato tutta la città, soffrendo quindi perdite umane molto elevate.
Dall'8 febbraio 2024 è comandante in capo delle Forze armate ucraine, dopo che Zelens'kyj ha rimosso dall'incarico il generale Valerij Zalužnyj. Il 23 agosto è stato promosso generale, il più alto grado delle Forze armate ucraine.